# 19 Pułk Artylerii Lekkiej
19 Pułk Artylerii Lekkiej (19 pal) – oddział artylerii lekkiej Wojska Polskiego w II Rzeczypospolitej.

## Formowanie i walki
Pułk swoje początki wiązał z artylerią organizowaną w 4 DP gen. Żeligowskiego. Dywizjon artylerii, organizowany z ochotników przez ppłk. Raję, wszedł w skład 10 pap.
Na podstawie rozkazu Generalnego Inspektora Artylerii z 1 lipca 1919 roku rozpoczęto organizować w Wołkowysku 1 pułk artylerii polowej Litewsko-Białoruskiej pod dowództwem pułkownika Kazimierza Radwiłłowicza. Pułk był formowany w oparciu o baterię zapasową, która przybyła do Wołkowyska. Zorganizowano II i III dywizjon, każdy w składzie trzech baterii. 25 października 1919 roku w skład pułku został włączony I „odeski” dywizjon.
Pułk brał udział w walkach w 1919 r. o ustalenie granic Polski, uczestniczył również w wojnie z bolszewikami w 1920 roku. We wrześniu 1920 pułk dysponował 76,2 mm armatami rosyjskimi.
Za zasługi bojowe pułk został odznaczony Krzyżem Srebrnym Orderu Wojskowego Virtuti Militari numer 6106.

### Kawalerowie Virtuti Militari
| Żołnierze pułku odznaczeni Krzyżem Srebrnym Orderu Wojskowego Virtuti Militari | Żołnierze pułku odznaczeni Krzyżem Srebrnym Orderu Wojskowego Virtuti Militari | Żołnierze pułku odznaczeni Krzyżem Srebrnym Orderu Wojskowego Virtuti Militari |
| ------------------------------------------------------------------------------ | ------------------------------------------------------------------------------ | ------------------------------------------------------------------------------ |
| Trąbka pułkowa nr 6106                                                         | por. Józef Adwent                                                              | por. Edward Bagieński                                                          |
| chor. Stanisław Brycki                                                         | plut. Stefan Dębowski                                                          | ogn. Mieczysław Flanc                                                          |
| por. Mieczysław Garliński                                                      | kpr. Jan Grykin                                                                | plut. Józef Jacewicz                                                           |
| bomb. Ludwik Karolczak                                                         | por. Witold Kitkiewicz                                                         | plut. Józef Kolasiński                                                         |
| kan. Konstanty Krakowiak                                                       | kpr. Anzelm Kreczyński                                                         | bomb. Romuald Medrzycki                                                        |
| ppor. Jan Misiewicz                                                            | kpr. Józef Nowicki                                                             | bomb. Michał Obuchowicz                                                        |
| kan. Józef Pielesiak                                                           | ppor. Stanisław Piwakowski                                                     | ppor. Kazimierz Radzikowski                                                    |
| por. Brunon Romiszewski                                                        | plut. Stefan Józef Gumbrycht                                                   | bomb. Paweł Siwak                                                              |
| plut. Stanisław Stetnet                                                        | bomb. Julian Świętochowski                                                     | ogn. Stanisław Szacewski                                                       |
| por. Mieczysław Szymański                                                      | por. Teofil Tomaszewski                                                        | bomb. Zygmunt Wiśniewski                                                       |

## Okres pokojowy

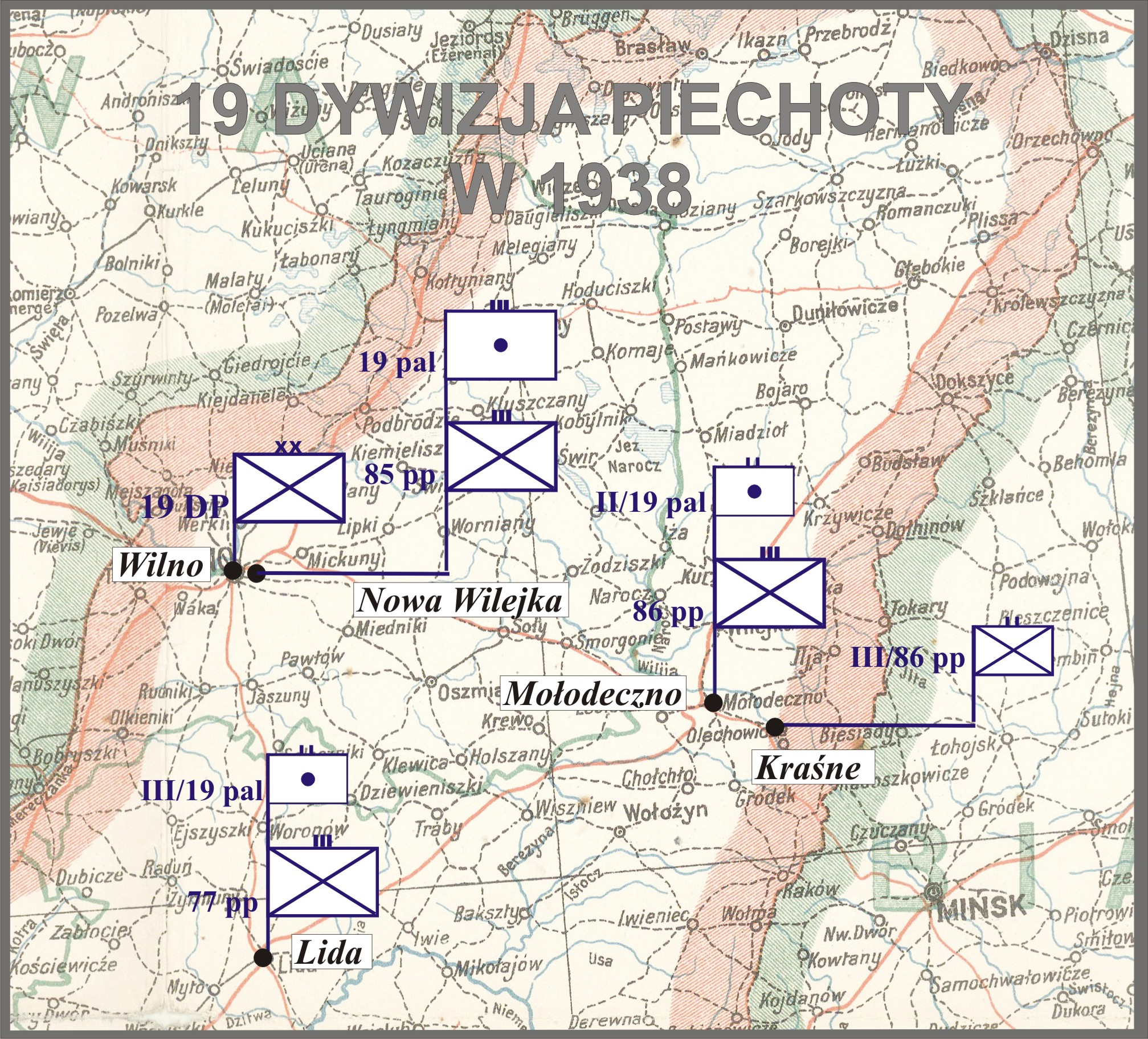
19 DP w 1938

W połowie lutego 1921 roku II dywizjon pod dowództwem kapitana Mariana Leszkiewicza został włączony do 2 pułku artylerii polowej Litewsko-Białoruskiej jako jego I dywizjon. Z pozostałych dwóch trzybateryjnych dywizjonów zorganizowano trzy dywizjony po dwie baterie każdy. Po reorganizacji dowództwo pułku z I i III dywizjonem przeszło do Nowej Wilejki, natomiast II dywizjon do Koszar ks. Józefa Poniatowskiego w Wilnie. Po wejściu w życie pokojowej dyslokacji wojska, III dywizjon został przeniesiony do Lidy, a II dywizjon do Malinowszczyzny, a później do Helenowa.
We wrześniu 1921 roku oddział został przemianowany na 19 pułk artylerii polowej.
19 kwietnia 1922 roku na placu Łukiskim w Wilnie Naczelnik Państwa i Naczelny Wódz, marszałek Polski Józef Piłsudski udekorował krzyżem VM trąbkę pułkową, a następnie wręczył ją ówczesnemu dowódcy oddziału, podpułkownikowi Janowi Górskiemu. Ceremonia dekoracji była jednym z elementów uroczystości związanych z przyłączeniem Ziemi Wileńskiej do Rzeczypospolitej. Uroczystości zwieńczyła rewia Wojska Litwy Środkowej.
21 maja 1929 roku folwark i zaścianek Helenowo zostały włączone do gminy miejskiej Mołodeczno.
31 grudnia 1931 roku minister spraw wojskowych marszałek Polski Józef Piłsudski przemianował 19 pułk artylerii polowej na 19 pułk artylerii lekkiej.
Na podstawie rozkazu L. 976/Tjn. I Wiceministra Spraw Wojskowych z 14 grudnia 1934 roku został sformowany IV dywizjon. W skład dywizjonu została włączona dotychczasowa 1 bateria, która została przemianowana na 10 baterię. Jednocześnie została utworzona nowa 11 bateria, a dotychczasowa 3 bateria przemianowana na „1”. IV dywizjon zajął nowo wybudowane koszary w Nowej Wilejce. Organizacja dywizjonu została zakończona w styczniu 1935 roku.
| Obsada personalna i struktura organizacyjna w marcu 1939 | Obsada personalna i struktura organizacyjna w marcu 1939 |
| -------------------------------------------------------- | -------------------------------------------------------- |
| dowódca pułku                                            | ppłk Leon Józef Marian Pichl                             |
| I zastępca dowódcy                                       | ppłk dypl. Władysław Stanisław Picheta                   |
| adiutant                                                 | p.o. por. Seweryn Lisowski *                             |
| lekarz medycyny                                          | por. lek. Włodzimierz Suroż                              |
| starzy lekarz weterynarii                                | mjr Ignacy Füllenbaum                                    |
| oficer zwiadowczy                                        | por. Seweryn Lisowski (*)                                |
| II zastępca dowódcy (kwatermistrz)                       | mjr Jan Bylczyński                                       |
| oficer mobilizacyjny                                     | kpt. adm. (art.) Kazimierz Krassowski                    |
| zastępca oficera mobilizacyjnego                         | por. Stanisław Morik                                     |
| oficer administracyjno-materiałowy                       | kpt. art. (adm.) Tadeusz Wygonowski                      |
| oficer gospodarczy                                       | kpt. int. Walerian Kazimierz Blicharski                  |
| oficer żywnościowy                                       | por. Ludomir Jerzy Trębicki                              |
| dowódca plutonu łączności                                | por Józef Hryhorowicz                                    |
| dowódca szkoły podoficerskiej w Nowej Wilejce            | kpt. Edward Doliński                                     |
| dowódca pluton                                           | por. Szabłowski Zbigniew                                 |
| dowódca plutonu                                          | ppor. Bolesław Czesław Ciborowski                        |
| dowódca I dywizjonu                                      | mjr Tadeusz Stefanowicz                                  |
| dowódca 1 baterii                                        | por. Marian Bogaczewicz                                  |
| dowódca plutonu                                          | ppor. Tadeusz Alojzy Kosmowski                           |
| dowódca 2 baterii                                        | kpt. Eugeniusz Tomaszewicz                               |
| dowódca plutonu                                          | ppor. Adam Tomasz Janicki                                |
| dowódca II dywizjonu                                     | mjr Jan Świerczyński                                     |
| adiutant dywizjonu                                       | por. adm. (art.) Mieczysław Zinkiewicz                   |
| pomocnik dowódcy dywizjonu ds. gosp.                     | kpt. Antoni Wilczkiewicz                                 |
| lekarz medycyny dywizjonu                                | ppor. lek. Stefan Czepurno                               |
| lekarz weterynarii dywizjonu                             | por. Władysław Drozdowski                                |
| dowódca 4 baterii                                        | por. Bieliński Kazimierz                                 |
| dowódca plutonu                                          | ppor. Wacław Piotrowski                                  |
| dowódca 5 baterii                                        | kpt. Czesław Jan Vogtman                                 |
| dowódca plutonu                                          | por. Edward Gumlński                                     |
| dowódca 6 baterii                                        | kpt. Wojciech Kopel                                      |
| dowódca plutonu                                          | ppor. Wilhelm Drózd                                      |
| dowódca szkoły podoficerskiej w Mołodecznie              | por. Feliks Antoni Markowski                             |
| dowódca plutonu                                          | por. Stefan Jan Seligman                                 |
| dowódca plutonu                                          | ppor. Jan Ryczek                                         |
| dowódca III dywizjonu                                    | mjr Feliks II Wróbel                                     |
| adiutant dywizjonu                                       | kpt. Włodzimierz Lasocki                                 |
| pomocnik dowódcy dywizjonu ds. gosp.                     | kpt. Mieczysław Szadurski                                |
| dowódca drużyny łączności dywizjonu                      | ppor. Jan Łukasik                                        |
| dowódca 7 baterii                                        | kpt. Serwacy Jan Nepomucen Klimontowicz                  |
| dowódca plutonu                                          | ppor. Antoni Rudowicz                                    |
| dowódca 8 baterii                                        | por. Franciszek Miszczak                                 |
| dowódca plutonu                                          | por. Bohdan Szperling                                    |
| dowódca IV dywizjonu                                     | mjr Henryk Lucjan Spaltenstein                           |
| dowódca 10 baterii                                       | por. Wiesław Antoni Pyrz                                 |
| dowódca 11 baterii                                       | kpt. Sergiusz Szantyr                                    |
| dowódca plutonu                                          | ppor. Kazimierz Molendziński                             |
| odkomenderowany                                          | kpt. Tadeusz Boczkowski                                  |
| na kursie                                                | kpt. Tadeusz Krzyszkowski                                |
| na kursie                                                | kpt. Stanisław Kostka Raźny                              |

## 19 pal w kampanii wrześniowej

### Mobilizacja
19 pułk artylerii lekkiej był jednostką mobilizującą. Zgodnie z planem mobilizacyjnym „W” sformował: 
w Mołodecznie, w mobilizacji alarmowej, w grupie jednostek oznaczonych kolorem zielonym:
- II dywizjon 19 pal (dowództwo dyonu, 4, 5 i 6 baterie haubic i kolumna amunicyjna),

w Lidzie, w mobilizacji alarmowej, w grupie jednostek oznaczonych kolorem zielonym:
- III dywizjon 19 pal (dowództwo dyonu, 7, 8 i 9 baterie haubic i kolumna amunicyjna),
- kolumnę taborową jednokonną nr 312,
- warsztat taborowy nr 309 (jednokonny),

w Nowej Wilejce, w mobilizacji alarmowej, w grupie jednostek oznaczonych kolorem czerwonym:
- dowództwo 19 pal,
- samodzielny pluton meteo nr 19,
- I dywizjon 19 pal (dowództwo dyonu, 1, 2 i 3 baterie armat i kolumna amunicyjna),
- IV dywizjon 19 pal (dowództwo dyonu, 10, 11 i 12 baterie armat i kolumna amunicyjna),
- kolumnę taborową jednokonną nr 311,
- baterię marszową 1/19 pal[17].

W maju 1939 roku została wprowadzona nowa organizacja pokojowa pułku, zgodnie z którą liczył on trzy dywizjony po dwie baterie, przy czym I dywizjon był uzbrojony w 75 mm armaty wz. 1897, natomiast II i III dywizjon w 100 mm haubice wz. 1914/1919 P.

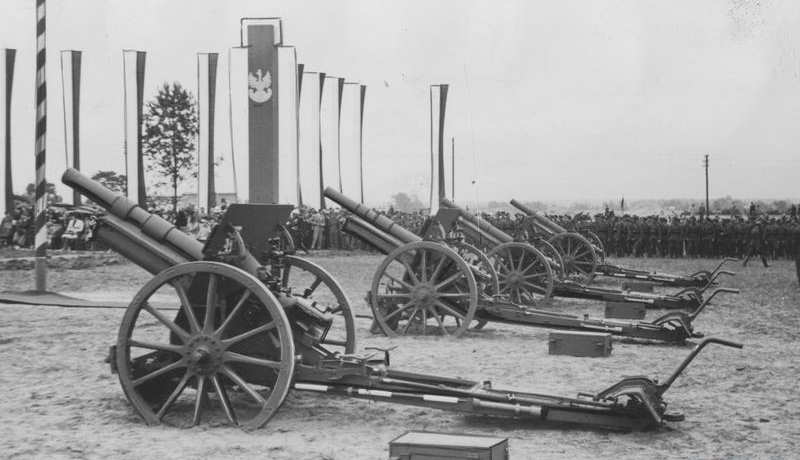
Haubice 100 mm wz. 1914/19P

Pod koniec czerwca 1939 roku podjęto decyzję, że III/19 pal zostanie włączony w skład 38 pułku artylerii lekkiej z chwilą ogłoszenia mobilizacji powszechnej (I rzut)i przydzielony do 38 Dywizji Piechoty Rezerwowej. W wyznaczonym czasie mobilizację zakończyło dowództwo pułku, dowództwa I i IV dywizjonu oraz zaledwie dwie baterie tych dywizjonów. Powodem był między innymi brak koni; np. w IV dywizjonie zabrakło 133 koni, tj. ok. 30%, 40% wozów nie nadawało się dla wojska. Opóźnienie w mobilizacji wynosiło od kilkunastu godzin do kilkudziesięciu. Dodatkowo zabrakło broni krótkiej dla oficerów i podoficerów rezerwy, lornetek, busoli, kątomierzy, radiostacji, kantarów, latarek taborowych, 70% karmiaków. Po zmobilizowaniu z brakami od 28 sierpnia rozpoczęto ładowanie baterii do 10 transportów kolejowych, które odjeżdżały z Mołodeczna i Nowej Wilejki przez Brześć n/Bugiem, Siedlce Warszawę i Łowicz do punktu wyładowania w Bednarach. Na miejsce pierwszy transport przybył o godz. 22:30 29 sierpnia, a ostatni 31 sierpnia o godz. 12:30. Dowództwo pułku stacjonowało w miejscowości Maków, I dywizjon w Graniczki-Leśna, II dywizjon Zagórze-Płyćwa, IV dywizjon w Mokra Prawa. Rozkazem dowódcy pułku drogą rekwizycji uzupełniano konie, głównie z gospodarstw kolonistów niemieckich, oraz wymieniano tą samą drogą wozy konne. Prowadzono prace organizacyjne i zgrywano zaprzęgi.

### Działania bojowe
W kampanii wrześniowej Pułk walczył w ramach 19 Dywizji Piechoty w składzie Armii „Prusy”. 1 września w godzinach przedpołudniowych 19 pal otrzymał rozkaz przegrupowania się i marszu wraz z pułkami piechoty przez Głuchów, Jeżów, Wolę Łokotowską na wschód od Koluszek. Poszczególne jego dywizjony zostały przydzielone do pułków 19 Dywizji Piechoty: I – do 85 pułku piechoty, II – do 86 pułku piechoty, IV – do 77 pułku piechoty; nakazany rejon osiągnęły 2 września przed południem. Po krótkim wypoczynku podjęto dalszy marsz do rejonu Tomaszowa Mazowieckiego, Ujazdu. Po przybyciu o świcie 3 września w nakazany rejon organizowano stanowiska ogniowe do walki z czołgami i maskowano je. Następnie w nocy 3/4 września wykonano marsz do lasów na północny wschód od Piotrkowa Trybunalskiego, który osiągnięto o świcie 4 września. Przydzielone do pułków piechoty dywizjony artylerii 19 pal działały oddzielnie. I dywizjon pozostał w lesie na południowym i zachodnim jego skraju wraz 85 pp. II dywizjon wraz z 86 pp zajął przedpole Piotrkowa od strony zachodniej na linii Bujny-Witów. IV dywizjon wraz z 77 pp wieczorem rozpoczął 30 kilometrowy marsz po drogach piaszczystych w kierunku Lubień, Łęczno.

#### Działania bojowe I dywizjonu armat
Do przedpołudnia 5 września dywizjon nie prowadził ostrzału; dopiero po podejściu do Piotrkowa oddziałów niemieckich rozpoczął ostrzał. Oddział Wydzielony niemieckiej 1 Dywizji Pancernej wyminął obronę polską i skierował się w kierunku na Wolbórz. Atak niemieckiego OW wspierało niemieckie lotnictwo nurkujące. Stanowiska ogniowe i punkty obserwacyjne były atakowane przez niemieckie samoloty. Jeden działon wysunięto na linię piechoty jako ppanc. Nocą 5/6 września dywizjon pomaszerował z 85 pp w kierunku Pilicy; w trakcie marszu przekroczono szosę Piotrków-Wolbórz, ale utracono kontakt z 85 pp.   
Ok. godz. 11:00 osiągnięto wieś Koło. Następnej nocy 6/7 września I/19 pal przeprawił się w bród przez Pilicę i osiągnął las Smardzewice. Nocą 7/8 września dywizjon dotarł do Nowego Miasta n/Pilicą; po dziennym postoju w lasach ponownie 8/9 września podjęto marsz nocny do Gielniowa niedaleko Przysuchy; spotkano tu grupę pod dowództwem płk dypl. Tadeusza Pełczyńskiego. Nocą 9/10 września wspólnie z piechotą płk Pełczyńskiego podjęto marsz do lasów przysuskich. 3 bateria wspólnie z piechotą rozbiła niemiecką kolumnę żywnościową uzupełniając zapasy. 10 września rano osiągnięto wieś Stefanów; do I/19 pal dołączyła 4 bateria haubic z macierzystego pułku. W rejonie leśniczówki Huta i gajówki Piecyki stwierdzono bataliony piechoty niemieckiej z artylerią. Miejsce postoju dywizjonu było ostrzeliwane nocą 11/12 września przez artylerię niemiecką. Przed południem 12 września oddziały niemieckie uderzyły na stanowiska grupy płk. Pełczyńskiego; armaty I dywizjonu prowadziły ogień „na wprost” z najbliższej odległości. Utracono armaty 2 baterii i na skutek okrążenia niebawem haubice 4 baterii w walce do ostatniego naboju. Z uwagi na wyczerpanie amunicji, na rozkaz płk. Pełczyńskiego zniszczono pozostałe armaty 1 i 3 baterii. Pod osłoną nocy grupa płk. Pełczyńskiego przebiła się z lasów przysuskich i w trzech nocnych marszach dotarła do lasów starachowickich, 15 września osiągając wieś Lipie. Po dwudniowych działaniach w tym rejonie płk Pełczyński rozwiązał grupę, kończąc istnienie dywizjonu I/19 pal i 4 baterii. Część 2 baterii utworzyła konny 40 osobowy oddział pod dowództwem por. Stefana Seligmana, który wyruszył na tyłach wojsk niemieckich w kierunku Kielc. Po uzyskaniu wiedzy o oddziałach mających przebywać w Górach Świętokrzyskich, oddział udał się tam 28 września po uzyskaniu informacji o kapitulacji Warszawy i wkroczeniu wojsk sowieckich. 5 października oddział zakopał broń i w kilkuosobowych grupach, w ubraniach cywilnych, podjął marsz w kierunku granicy węgierskiej. Część żołnierzy podążyła na wschód do SGO „Polesie”; dotarł tam kpt. Sergiusz Ursyn-Szantyr z małą grupką żołnierzy.  

#### Działania bojowe II dywizjonu haubic
Podczas rozbudowy sieci łączności na stanowiskach ogniowych i punktach obserwacyjnych natknięto się na dywersantów niemieckich podłączających się do sieci dywizjonu; jednego z nich schwytali żołnierze 4 baterii. Niemiecka artyleria ostrzelała i lotnictwo zbombardowało stanowiska obronne na przedpolu Piotrkowa. Zniszczeniu uległa kolumna amunicyjna dywizjonu. Nacierające oddziały niemieckiej 1. DPanc. zostały zatrzymane ogniem zaporowym II/19 pal pomimo kilkakrotnego przerwania łączności przez dywersantów niemieckich; prowadzono ostrzał również wg mapy. Pomimo ogni zaporowych, czołgi niemieckie przedarły się na tyły obrony 86 pp. Dywizjon zmuszony był zmienić stanowiska i poprzez Piotrków poszczególnymi bateriami osiągnął lasy na północny wschód od miasta. 6 bateria podczas zajmowania stanowisk została zaatakowana przez bombowce Ju-87 i rozbita, tracąc 5 zabitych, wielu rannych i większość zaprzęgów. Dowódca 6 baterii kpt. Wojciech Kopel wraz z obsadą punktu obserwacyjnego wycofał się wraz z piechotą i w rezultacie odłączył się od baterii, docierając aż do grupy płk Koca na Lubelszczyźnie. 4 bateria podczas wycofania się została zaatakowana przez lotnictwo niemieckie, ale udało się jej wycofać do lasu obok Bartkowic Mokrych; od ataków lotniczych na las poległ dowódca 4 baterii kpt. Antoni Wilczkiewicz.         
Rano 6 września nastąpił podział II dywizjonu. Bateria 5 i resztki 6 oraz dowództwo dywizjonu wycofało się do lasów nadleśnictwa Lubochnia, 4 bateria pod dowództwem ppor. Jana Ryczki udała się w ślad za rozbitkami 86 pp ppłk Walentego Peszka do lasów w rejonie Smardzewic, II/19 pal (bez 4 baterii) wycofał się za Pilicę do południowo-zachodniej części lasu Brudzewice, a następnie 7 września rano dotarł do Inowłódza. 4 bateria haubic, nie napotykając polskich oddziałów, pomaszerowała 8 września samotnie do lasów koło Przysuchy. Dołączyła grupa żołnierzy z 5 baterii; dnia 10 września 4 bateria ppor. Ryczki dołączyła do dywizjonu I/19 pal i dzieliła dalsze losy z nim. II/19 pal pomaszerował nocą 7/8 września i rano osiągnął Drzewicę; dołączył do rozbitych oddziałów 19 i 29 DP. Na skutek ataku lotniczego i uderzenia niemieckiego oddziału pancerno-motorowego doszło do zamieszania, w wyniku czego dowództwo II dywizjonu i 5 bateria bez plutonu wycofały się w oddzielnie, a pluton 5 baterii, resztki 6 i tabor dywizjonu oddzielnie. 9 września w południe pluton haubic stoczył walkę z pancernym patrolem niemieckim; w trakcie potyczki uszkodzeniu uległa haubica. Grupa powiększała się o rozbitków z 19 i 29 DP i dotarła do Ryczywołu. Grupa dowódcy II dywizjonu mjr Jana Świerczyńskiego 9 września osiągnęła Grabowy Las koło Dobieszyna i razem z zgrupowaniem dowódcy 29 pal ppłk Tadeusza Graffa wyruszyła brzegiem Radomki w kierunku Wisły; około południa 10 września dotarła do lasów w rejonie Ryczywołu, łącząc się na nowo. 11 września zgrupowanie ppłk Graffa próbowało dwukrotnie przebić się przez kordon okrążenia niemieckiego XIV Korpusu. Nocny atak 11/12 września również zakończył się brakiem powodzenia; pozostałe 3 haubice 5 baterii kpt. Czesława Vogtmana wspierały polskie ataki, lecz niewielka ilość amunicji ograniczyła skuteczność jej działania. 12 września haubice wyciągnięto na skraj lasu i z odkrytych stanowisk otworzyły ogień na pozycje niemieckie. Dzięki szturmowi piechoty większość zgrupowania przebiła się ku Wiśle; haubice prowadziły ostrzał aż do wyczerpania amunicji; po uszkodzeniu haubic żołnierze 5 baterii i reszty II dywizjonu podążyli ku rzece.         
Po przeprawie przez Wisłę w małych grupach pod wsią Podole niedaleko Mniszewa, 13 i 14 września żołnierze dywizjonu pomaszerowali przez Maciejowice na Lublin osiągając go 17 września. Tam resztki II/19 pal weszły w skład oddziału pieszego organizowanego przez ppłk Leona Pichla w składzie XIX Brygady Piechoty płk. dypl. Jana Korkozowicza. Oddział walczył aż do rozproszenia brygady w dniu 23 września. Rozproszone grupy żołnierzy 19 pal dołączyły jeszcze do grupy „Kowel” płk. dypl. Leona Koca, walcząc w jej składzie do kapitulacji 2 października.        

#### Działania bojowe IV dywizjonu armat
5 września ok. godz. 10:30 IV dywizjon dotarł przez Przygłów, Łęczno i Lubień do lasów na zachód od tej ostatniej miejscowości. Mający wykonać kontrnatarcie na Cekanów i Rozprzę 77 pp spóźniał się. Natarcie było trzykrotnie nakazane i trzykrotnie odwołane przez gen. bryg. Rudolfa Dreszera dowódcę Grupy Operacyjnej. Po odwołaniu wieczorem ostatecznie natarcia, dywizjon podjął ponowny marsz docierając o świcie 6 września okolice Łęczna. Po zmianie kierunku marszu wieczorem IV/19 pal przebył Pilicę w bród, osiągając las Błogie koło Pruchańska.             
Tabor bagażowy i żywnościowy pod Przygłowem został zaatakowany przez niemiecki podjazd pancerny, a pod Przytykiem był atakowany przez lotnictwo niemieckie; z obu ataków zdołał się wycofać z niewielkimi stratami, a nawet zestrzelić atakujący samolot niemiecki. Do taboru dołączali rozbitkowie z oddziałów 19, 29 i 13 DP. Maszerując przez Radom, Białobrzegi, Warkę, Magnuszew, Żelechów, Łuków, Białą Podlaską, Brześć i Włodawę dołączył do formowanej XIX BP i wszedł jako piechota w skład oddziału ppłk Pichla. Nocą 7/8 września IV/19 pal dołączył w rejonie Antoninowa koło Szadkowic do 77 pp, następnie połączono się z częścią 85 pp, tworząc zgrupowanie ppłk dypl. Jana Kruk-Śmigli. 11 września wieczorem dywizjon wraz z 77 pp pomaszerował do lasów w rejonie Brudzewic. 12/13 września dotarł do rejonu Ulowa, a kolejnej nocy w rejon Głuskiego Lasku. 14 września, po wykryciu grupy, toczono leśny bój z niemiecką piechotą. 10 bateria zlikwidowała próbę niemieckiego oskrzydlenia kolumny. Przed wieczorem wydzielone działony z 10 i 12 baterii wspierały natarcie batalionu I/77 pp na wieś Kamień, które to otworzyło drogę wyjścia z okrążenia oddziałów kolumny północnej ze składu 85 pp; oba działony do dywizjonu nie dołączyły.             
Po dotarciu dywizjonu do Grabowego Lasu 15 września ok. godz. 9:30 kilkanaście samolotów zbombardowało biwak grupy; dywizjon miał tylko dwóch rannych kanonierów. Po ponownym ataku lotnictwa niemieckiego i ostrzelaniu przez niemiecką artylerię skierowano się ku Wiśle. W trakcie przekraczania szosy Głowaczów-Warka kolumna amunicyjna dywizjonu pod niemieckim ostrzałem straciła kilkanaście koni. Maszerująca za nią 12 bateria por. Wiesława Pyrza otworzyła do stanowisk broni maszynowej ogień na wprost, umożliwiając kolumnie amunicyjnej dalszy marsz. Jednak po ostrzale 12 bateria armat pomaszerowała po przekroczeniu Radomki do Puszczy Kozienickiej, gdzie po potyczkach 16 lub 17 września dostała się do niewoli niemieckiej. 16 września dywizjon (bez 12 baterii) dotarł do lasu Trzebień. Wieczorem 16 września dywizjon dotarł do Wisły; z uwagi na piaszczyste dno i silny prąd zrezygnowano z przeprawy armat. Zamki i przyrządy celownicze zakopano, a armaty pozostawiono na zachodnim brzegu Wisły.
Do świtu 17 września IV/19 pal bez dział przeprawił się przez Wisłę i wraz z resztkami 77 pp pomaszerował przez Domaszew, Życzyn, Sobieszyn i Ostrów Podlaski. 22 września dołączono do grupy „Niemen” płk Władysława Filipkowskiego. Poprzez Cyców, Rejowiec osiągnięto miejscowość Krzywe, gdzie znaleziono 7 haubic z nadwyżek 28 pułku artylerii lekkiej. Odbudowano 10 i 11 baterię, a napotkaną baterię armat 75 mm wz. 1897 z 61 pułku artylerii lekkiej wcielono do dywizjonu. Znaleziono amunicję i z kolumny intendenckiej sformowano kolumnę amunicyjną z 36 furmankami. Jedną z baterii haubic przekazano do grupy płk. Płonki. 28 września IV/19 pal wszedł w skład grupy płk. dypl. Tadeusza Zieleniewskiego w Zdzisławicach koło Dzwoli. 29 września baterie wsparły natarcie na Janów Lubelski, rozbijając ogniem armat i haubic budynek więzienia. Wieczorem dywizjon osiągnął rejon wsi Domostawy. 2 października grupa skapitulowała przed wojskami sowieckimi. Część oficerów i podoficerów dywizjonu nie skapitulowała i podjęła próbę przedostania się do granicy węgierskiej. Dywizjon do niewoli sowieckiej na ochotnika poprowadził por. rez. Hirszfeld.

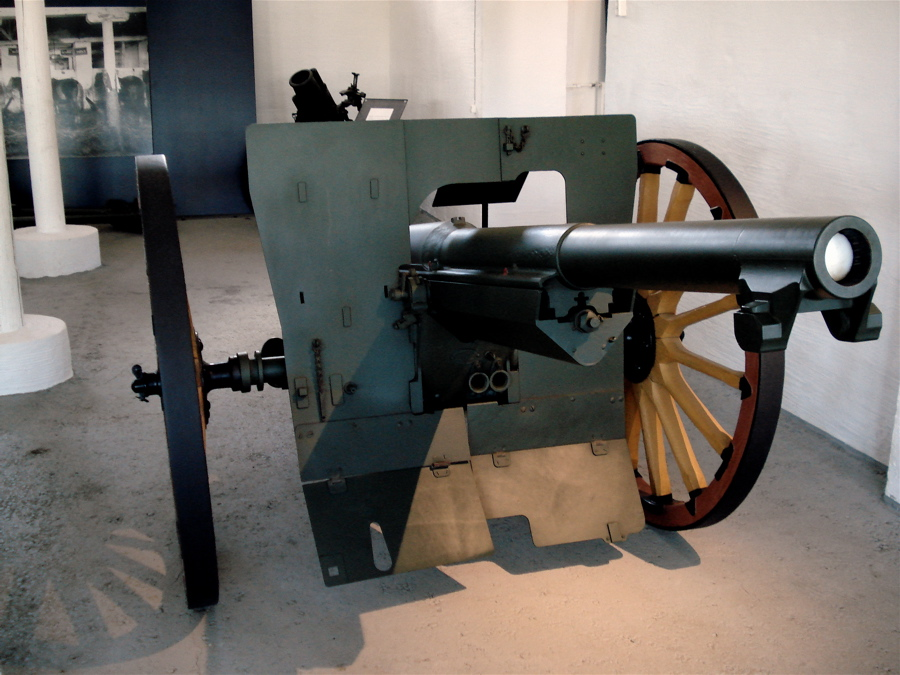
Armata 75 mm wz. 1897

### Oddział Zbierania Nadwyżek 19 pal
Po wyjeździe do rejonów koncentracji 19 DP i 38 Dywizji Piechoty rez. oraz dywizjonów 19 pal przystąpiono w ramach I rzutu mobilizacji powszechnej do organizacji baterii marszowej 1/19 pal oraz z pozostałości pułku i zgłaszających się rezerwistów Oddziału Zbierania Nadwyżek 19 pal. Z posiadanych zasobów wyposażano i uzbrojono w broń strzelecką baterię marszową 19 pal. Dla większości zgłaszających się rezerwistów w ramach mobilizacji powszechnej zabrakło umundurowania i broni. Nadwyżki II i III dywizjonów z Mołodeczna i Lidy prawdopodobnie udały się bezpośrednio do Ośrodka Zapasowego Artylerii Lekkiej nr 3 w Prużanie. Natomiast dowództwo nad nadwyżkami 19 pal w Nowej Wilejce sprawował kpt. Tadeusz Wygonowski. 5 lub 6 września bateria marszowa i OZN 19 pal z Nowej Wilejki przybyły do Wilna, gdzie zakwaterowano je w koszarach 4 pułku ułanów, a następnie w koszarach 3 pułku artylerii ciężkiej. Z żołnierzy OZN 19 pal z Nowej Wilejki zorganizowano w dniach 10-12 września trzy baterie:
- bateria armat 75 mm - dowódca kpt. Kazimierz Krassowski
- bateria haubic 100 mm - dowódca kpt. Tadeusz Wygonowski
- bateria łączności - dowódca ppor. Jan Łukasik.

Z magazynów przewidzianych dla OZAL nr 3 z Prużany 12 września przywieziono działa i amunicję do nich oraz inne wyposażenie i przekazano dla baterii haubic 100 mm 4 haubice, bateria armat kpt. Kazimierza Krassowskiego prawdopodobnie otrzymała  4 armaty 16 września.

#### Formowanie, działania i walki dywizjonu bojowego
W Wilnie prowadzono szkolenie obsług haubic, jezdnych i zgrywano zaprzęgi, a także szkolono w baterii łączności drużyny łączności dla formowanych baterii i innych oddziałów garnizonu Wilna. Z uwagi na zagrożenie niemieckie prowadzono rozbudowę sieci łączności dla potrzeb Obszaru Warownego Wilno. Ze względu na braki w uprzęży w ciągu nocy 12/13 września rymarze z Wilna i okolicy wykonali lub naprawili łącznie kilkanaście uprzęży dla baterii haubic. Sformowano baterię haubic 100 mm wz. 1914/19A z 230 pociskami i 1 lkm wz. 08/15 w składzie:
- dowódca baterii  - kpt. Tadeusz Wygonowski
  - oficer ogniowy - ppor. Leon Mieczyński
  - oficer zwiadowczy - ppor. Konstanty Kryczyński.

Zgodnie z rozkazem NW o wysłaniu wszystkich w pełni zorganizowanych oddziałów bojowych na tzw. "Przyczółek Rumuński", baterię haubic włączono do dywizjonu artylerii z 19 pal. Ze względu na to, że jedynym pododdziałem bojowym ukompletowanym do walki była bateria kpt. Wygonowskiego, została ona wysłana wraz z dowództwem dywizjonu mjr st. sp. Stefana Czernika na południe kraju. Po załadunku do transportu kolejowego w nocy 13/14 września bateria 19 pal odjechała rano 14 września poprzez Lidę, Baranowicze, Łunieniec i Sarny, które osiągnięto 17 września. Z uwagi na agresję sowiecką w dniu przybycia do Sarn, bateria po wyładowaniu z transportu kolejowego dołączyła do pułku KOP „Sarny” ppłk. Nikodema Sulika. zajęła stanowiska ogniowe we wsi Znosicze na zachód od Sarn. W skład dywizjonu mjr Czernika weszła bateria artylerii lekkiej KOP „Kleck”. Na podstawie wskazań własnego rozpoznania dywizjonu, ostrzelano sowieckie oddziały w odległości 7-10 km na wschód od Sarn. Wkrótce bateria haubic wsparła ogniem nieudany kontratak dwóch kompanii KOP na zajęty przez sowiecką 60 Dywizję Strzelców las. O zmroku dywizjon mjr. Czernika wyruszył wraz z grupą ppłk. Edwarda Czernego na zachód w kierunku Rafałówki, którą osiągnięto 22 września. 23 września poprzez Maniewicze, Rudkę i Hutę bateria maszerowała do Kamienia Koszyrskiego, w okolicach Maniewicz. Bateria była atakowana przez samolot sowiecki; ranny został jeden kanonier i kilka koni. Po osiągnięciu Kamienia Koszyrskiego rano 24 września i wypoczynku, podjęto dalszy marsz przez Kaczyn na Ratno. 25 września o świcie we wsi Huta Stepańska dołączono do Grupy KOP gen. bryg. Wilhelma Rückemanna; dywizjon artylerii mjr. Czernika wraz z baterią przydzielono do pułku ppłk Sulika. W nocy 26/27 września Grupa KOP dotarła do Ratna, które było bronione przez bandę dywersyjną i jednostki sowieckie. Dywizjon artylerii zajął stanowiska ogniowe i wsparł natarcie kopistów na miasto, które zostało zdobyte, a nieprzyjaciel poniósł wysokie straty. W nocy 27/28 września po dojściu Grupy KOP do Szacka, rano o godz. 8:00 sowiecki oddział pancerno-motorowy wykonał natarcie na kopistów; bateria haubic 19 pal kpt. Wygonowskiego, położyła celny ostrzał na nieprzyjaciela nacierającego szosą na Luboml. Kilka sowieckich czołgów trafionych ogniem haubic spłonęło. Następnie wsparto natarcie własnej piechoty na Szack, który zdobyto. Ok. godz. 15:00 bateria 19 pal ostrzelała skutecznie sowieckie kontruderzenie z kierunku Piszczy. Po zmroku bateria wyruszyła wraz z pułkiem ppłk Sulika w kierunku Bugu; z uwagi na resztkę posiadanej amunicji porzucono puste i uszkodzone jaszcze. 29 września do świtu bateria przeprawiła się przez Bug pomiędzy Zbereżem a Grabowem i zatrzymała się na biwak w lesie w rejonie Kosynia. 30 września po godz. 17 bateria pomaszerowała na Hańsk i do lasów w rejonie Wytyczna. 1 października oddziały sowieckie ok. godz. 8:00 zaatakowały Grupę KOP pod Wytycznem, przy wsparciu lotnictwa i artylerii. Bateria haubic 19 pal, kilkakrotnie zmieniając stanowiska ogniowe, usiłowała wspierać oddziały grupy oraz toczyć pojedynki z artylerią sowiecką. Po wystrzeleniu ostatnich pocisków zniszczono haubice, a baterię rozwiązano, podobnie jak całą Grupę KOP gen. Rückemanna.

#### Działania bojowe pozostałości OZN 19 pal
Prawdopodobnie przed 17 września bateria kpt. Kazimierza Krassowskiego otrzymała 4 armaty 75 mm z OZAL nr 3. Armaty te po agresji ZSRR na Polskę 17 września zostały rozmieszczone od strony wschodniej i południowej na pozycjach obronnych w Wilnie na Antokolu: 3 armaty na wzgórzach nad Wilenką przy szosie Oszmiańskiej, 2 armaty na Zarzeczu oraz 2 armaty na Wzgórzu Ponarskim, strzelające na kierunku dworca kolejowego i magazynów na Burbiszkach. 18 września przynajmniej 6 armat 75 mm w godzinach popołudniowych prowadziło walkę z atakującymi czołówkami pancerno-motorowymi wojsk sowieckich; były to zapewne od 2 do 4 armat baterii kpt. Krassowskiego. Podczas wycofywania się z Wilna wieczorem i w nocy 18/19 września część armat pozostawiono na stanowiskach po wystrzelaniu całej amunicji i wycofaniu się zaprzęgów. Bateria kpt. Krassowskiego wycofała się przez Ponary ku granicy litewskiej, którą przekroczyła 19 września. Bateria łączności wieczorem 19 września, wycofując się z Wilna, została ostrzelana przez czołgi sowieckie podczas przemarszu przez jeden z mostów na Wilii; poległo dwóch jej żołnierzy. Wycofała się do wsi Zawias, którą osiągnęła 19 września rano. Część baterii przekroczyła granicę, część rozeszła się do domów.
| Struktura organizacyjna i obsada personalna we wrześniu 1939 | Struktura organizacyjna i obsada personalna we wrześniu 1939 |
| Dowództwo                                                    | Dowództwo                                                    |
| ------------------------------------------------------------ | ------------------------------------------------------------ |
| dowódca pułku                                                | ppłk Leon Pichl                                              |
| adiutant pułku                                               | kpt. Stanisław Raźny                                         |
| oficer łączności                                             | por. Józef Hryhorowicz †1940 Charków                         |
| dowódca plutonu topograficzno-ogniowego                      | por. Ludomir Trębicki                                        |
| I dywizjon                                                   |                                                              |
| dowódca dywizjonu                                            | mjr Tadeusz Stefanowicz                                      |
| dowódca 1 baterii armat                                      | por. Kazimierz Włodarkiewicz †1940 Charków                   |
| oficer zwiadowczy                                            | ppor. Tadeusz Kosmowski                                      |
| dowódca 2 baterii armat                                      | por. Stefan Seligman (w 1945 roku dowódca III/6 pal)         |
| oficer zwiadowczy                                            | ppor. Kazimierz Molendziński                                 |
| oficer ogniowy                                               | ppor. Adam Janicki                                           |
| dowódca 3 baterii armat                                      | kpt. Sergiusz Ursyn-Szantyr                                  |
| II dywizjon                                                  |                                                              |
| dowódca dywizjonu                                            | mjr Jan Świerczyński                                         |
| dowódca 4 baterii haubic                                     | kpt. Antoni Wilczkiewicz †6 IX 1939                          |
| dowódca 4 baterii haubic                                     | ppor. Jan Ryczka                                             |
| oficer zwiadowczy                                            | ppor. rez. Mieczysław Kontowtt                               |
| oficer ogniowy                                               | ppor. Jan Ryczka                                             |
| dowódca 5 baterii haubic                                     | kpt. Czesław Vogtman                                         |
| oficer zwiadowczy                                            | ppor. Jerzy Ćwirko-Godycki                                   |
| oficer ogniowy                                               | ppor. Wilhelm Drózd                                          |
| dowódca 6 baterii haubic                                     | kpt. Wojciech Kopel                                          |
| oficer zwiadowczy                                            |                                                              |
| oficer ogniowy                                               | ppor. rez. inż. Wacław Piotrowski                            |
| IV dywizjon                                                  |                                                              |
| dowódca dywizjonu                                            | mjr Henryk Spaltenstein (w 1940 roku dowódca III/1 pal)      |
| adiutant dywizjonu                                           | ppor. rez. Kłyszek                                           |
| oficer zwiadowczy                                            | ppor. rez. Ziemczonek                                        |
| dowódca kolumny amunicyjnej                                  | ppor. rez. Józef Dziadul                                     |
| dowódca 10 baterii armat                                     | por. Seweryn Lisowski                                        |
| dowódca 11 baterii armat                                     | kpt. Edward Doliński                                         |
| dowódca 12 baterii armat                                     | por. Wiesław Pyrz                                            |

## Symbole pułkowe

### Sztandar

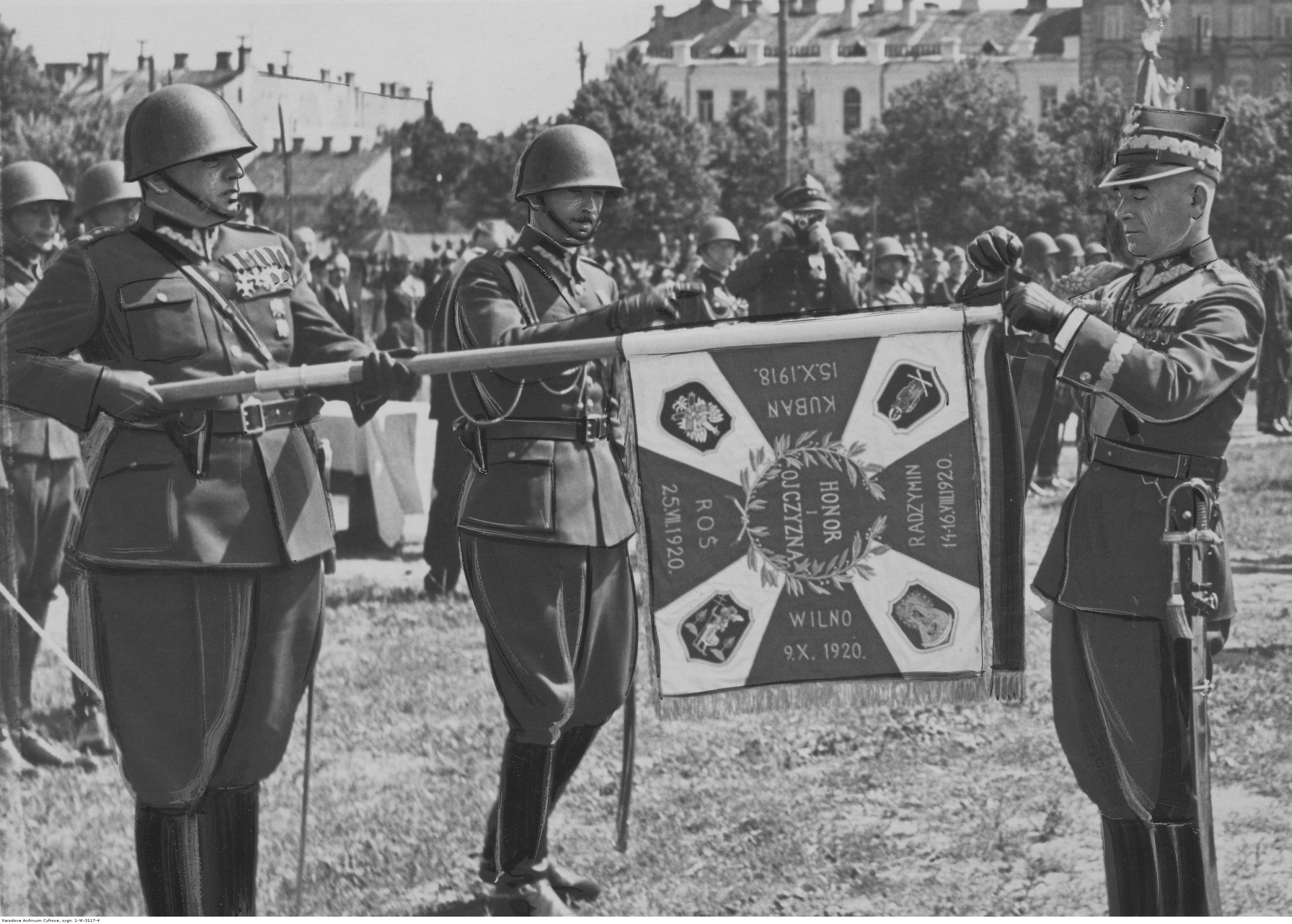
Wręczenie sztandarów pułkom artylerii w Wilnie. Marszałek Edward Rydz-Śmigły przypina szarfę do sztandaru 19 pal.

10 grudnia 1937 roku Prezydent RP Ignacy Mościcki zatwierdził wzór sztandaru dla 19 pal.
3 lipca 1938 roku, w Wilnie, podczas uroczystości wręczenia oddziałom artylerii sztandarów ufundowanych przez społeczeństwo Wilna i północno-wschodnie ziemie Rzeczypospolitej, Marszałek Polski Edward Śmigły-Rydz wręczył dowódcy pułku sztandar.

Sztandar został wykonany zgodnie z wzorem określonym w rozporządzeniu Prezydenta Rzeczypospolitej z dnia 13 grudnia 1927 o godłach i barwach państwowych oraz o oznakach, chorągwiach i pieczęciach.
Na prawej stronie płata  znajdował się amarantowy krzyż, w środku którego wyhaftowano orła w wieńcu laurowym. Na białych polach, pomiędzy ramionami krzyża, znajdowały się cyfry 19 w wieńcach laurowych.

Na lewej stronie płata sztandarowego, pośrodku krzyża kawaleryjskiego znajdował się wieniec taki sam jak po stronie prawej, a w wieńcu trzywierszowy napis „HONOR I OJCZYZNA”. W rogach sztandaru, w mniejszych wieńcach umieszczone były na tarczach:
- w prawym górnym rogu – wizerunek Matki Boskiej Ostrobramskiej,
- w lewym górnym rogu – wizerunek św. Barbary,
- w prawym dolnym rogu – godło m. Wilna,
- w lewym dolnym rogu – odznaka pamiątkowa 19 pal

Na ramionach krzyża kawalerskiego znajdowały się wyhaftowane nazwy i daty ważniejszych bitew pułku:
- na górnym – „Radzymin 14-16.VIII.1920”,
- na dolnym – „Roś 25.VII.1920”,
- na lewym – „Kubań 15.X.1918”,
- na prawym – „Wilno 9.X.1920”

### Odznaka pamiątkowa
29 października 1930 roku Minister Spraw Wojskowych, marszałek Polski Józef Piłsudski zatwierdził wzór i regulamin odznaki pamiątkowej 19 pułku artylerii polowej. Odznaka o wymiarach 35x32 mm ma kształt srebrnego orła wz. 1927 z nałożonym na piersi wizerunkiem Krzyża Srebrnego Orderu Virtuti Militari na tle złoconych skrzyżowanych luf armatnich. Na częściach dennych luf wyobrażone pociski artyleryjskie emaliowane na zielono, na których wpisano numer i inicjały pułku „19 PAP” (w 1931 roku zmienione „19 PAL”) oraz data utworzenia w Rosji I dywizjonu „15 X 18”. Odznaka oficerska, dwuczęściowa, wykonana w srebrze, emaliowana.

## Żołnierze pułku
Dowódcy pułku
- płk art. Kazimierz Radwiłłowicz (1 VII - 12 XII 1919)
- ppłk / płk art. Jan Górski (12 XII 1919 – V 1927 → komendant Obozu Ćwiczeń Rembertów[37])
- ppłk / płk art. Leon Dębski (V 1927[38] – 1937 → dowódca OPL OK VI)
- ppłk art. Leon Pichl (23 VII 1937 – IX 1939)

Zastępcy dowódcy pułku (od 1938 roku - I zastępca dowódcy)
- ppłk art. Leon Dębski (do V 1927 → dowódca 19 pap)
- ppłk art. Antoni I Aleksandrowicz (V 1927[37] – I 1931[39])
- ppłk art. Zygmunt Kazimierz Karasiński (I 1931[40] – IV 1934 → dowódca 6 dak[41])
- ppłk art. Karol Zborowski (IV 1934[41] – II 1936)
- ppłk dypl. art. Władysław Picheta[42]

### Żołnierze 19 pułku artylerii lekkiej - ofiary zbrodni katyńskiej
Biogramy ofiar zbrodni katyńskiej znajdują się między innymi w bazach udostępnionych przez Ministerstwo Kultury i Dziedzictwa Narodowego oraz Muzeum Katyńskie.
| Nazwisko i imię         | stopień              | zawód               | miejsce pracy przed mobilizacją    | zamordowany |
| ----------------------- | -------------------- | ------------------- | ---------------------------------- | ----------- |
| Czepurno Stefan         | podporucznik lekarz  | żołnierz zawodowy   |                                    | Katyń       |
| Łopuszyński Piotr       | porucznik rezerwy    | technik budowlany   | wł. firmy budowlanej w Nowogródku  | Katyń       |
| Przybyszewski Makary    | podporucznik rezerwy | mgr                 |                                    | Katyń       |
| Zięcina Józef           | podporucznik rezerwy | technik             | Biuro Inst.-Techniczne w Warszawie | Katyń       |
| Hryhorowicz Józef       | porucznik            | żołnierz zawodowy   |                                    | Charków     |
| Januszewicz Mieczysław  | podporucznik rezerwy | mierniczy           |                                    | Charków     |
| Jurek Tadeusz           | podporucznik rezerwy | nauczyciel          |                                    | Charków     |
| Kłyszejko Antoni        | podporucznik rezerwy | urzędnik            | urząd skarbowy                     | Charków     |
| Krempski Witold         | podporucznik rezerwy | prawnik, mgr        | Sąd Okręgowy w Nowogródku          | Charków     |
| Kulwieć Zbigniew        | podporucznik rezerwy |                     | wł. majątku Rusocin                | Charków     |
| Mazurkiewicz Leon       | podporucznik rezerwy | technik budowy dróg | Starostwo Powiatowe w Szczuczynie  | Charków     |
| Tomaszewicz Stefan      | podporucznik rezerwy | mierniczy           | Biuro Geodezyjne w Postawach       | Charków     |
| Włodarkiewicz Kazimierz | porucznik            | żołnierz zawodowy   |                                    | Charków     |
| Zinkiewicz Mieczysław   | porucznik            | żołnierz zawodowy   |                                    | Charków     |
| Molendziński Kazimierz  | podporucznik         | żołnierz zawodowy   |                                    | ULK         |
| Wróbel Feliks II        | major                | żołnierz zawodowy   |                                    | ULK         |
| Ziemczonyk Mieczysław   | podporucznik rezerwy | student weterynarii |                                    | ULK         |